# بانزوارا
بانزوارا (به انگلیسی: Banswara) یک شهر در هند است که در ایالت راجستان واقع شده‌است. بانزوارا ۱۰۰٬۱۲۸ نفر جمعیت دارد و ۳۰۲ متر بالاتر از سطح دریا واقع شده‌است.